# Земляные ужи
Земляные ужи (лат. Virginia) — род неядовитых змей из семейства ужеобразных. Мелкие змеи, редко превышающие 25 см в длину. Окраска обычно однотонно-бурая с более светлой брюшной стороной. Ведут роющий образ жизни, большую часть времени проводят зарывшись в рыхлую почву под гниющими брёвнами или листовой подстилкой. Питаются земляными червями и мягкотелыми членистоногими. Их основными естественными врагами являются змеи родов Leptomicrurus, Micruroides и Micrurus. Эндемичный для США род змей.

## Виды
В роде Virginia 3 вида:
- Virginia pulchra — восток США от Пенсильвании до Западной Вирджинии;
- Virginia striatula — Коричневый земляной уж — юго-восток США от Оклахомы и Техаса до Северной Каролины и Флориды;
- Virginia valeriae — Восточный земляной уж — восток США от Айовы и Техаса до Пенсильвании и Флориды.

Виды трудноразличимы между собой. У V. valeriae чешуя гладкая, у V. striatula чешуи имеют киль, у V. pulchra чешуи со слабовыраженным килем. Несмотря на то, что ареалы видов во многом совпадают, гибриды между ними не известны.